# Coppa dell'Europa Centrale 1939
La Coppa dell'Europa Centrale 1939 fu la tredicesima edizione della Coppa dell'Europa Centrale e venne vinta dagli ungheresi dell'Újpesti FC, al secondo titolo. Capocannoniere con 9 reti fu Gyula Zsengellér dell'Újpesti FC.
Nel 1939 l'Europa era oramai ad un passo dalla guerra. Il Comitato Organizzatore della Coppa dell'Europa Centrale volle comunque tener viva la manifestazione, ma ne ridusse le dimensioni dimezzando il numero dei partecipanti e diminuendo di conseguenza la durata del torneo. L'Ungheria ebbe due rappresentanti, come pure l'Italia che iscrisse i vincitori della Serie A e della Coppa Italia. Due squadre arrivarono pure da Praga, rappresentanti di un campionato che era iniziato come cecoslovacco ma era finito ridotto alle sole Boemia e Moravia (Protettorato di Boemia e Moravia) dopo lo smembramento nazista della nazione danubiana. La Jugoslavia e la Romania iscrissero invece unicamente i propri campioni in carica.

## Partecipanti
| Nazione                     | Squadra                         | Campionato | Note                                       |
| --------------------------- | ------------------------------- | --- | ------------------------------------------ |
| Boemia e Moravia (bandiera) | AC Sparta Praha SK Slavia Praha | Campione del Protettorato di Boemia e Moravia 1938-39 Vicecampione del Protettorato di Boemia e Moravia 1938-39 | Vincitrice Coppa dell'Europa Centrale 1938 |
| Ungheria (bandiera)         | Újpesti FC Ferencvárosi FC      | Campione d'Ungheria 1938-39 Vicecampione campionato d'Ungheria 1938-39                                          |                                            |
| Italia (bandiera)           | AGC Bologna AS Ambrosiana Inter | Campione d'Italia 1938-39 Vincitrice Coppa Italia 1938-39                                                       | 3º campionato d'Italia 1938-39             |
| Jugoslavia (bandiera)       | Beogradski SK                   | Campione di Jugoslavia 1938-39                                                                                  |                                            |
| Romania (bandiera)          | ASC Venus București             | Campione di Romania 1938-39                                                                                     |                                            |

## Torneo

### Quarti di finale
| Squadra 1           | Totale | Squadra 2       | Andata | Ritorno |
| ------------------- | ------ | --------------- | ------ | ------- |
| ASC Venus București | 1 - 5  | AGC Bologna     | 1 - 0  | 0 - 5   |
| Ferencvárosi FC     | 4 - 3  | AC Sparta Praha | 2 - 3  | 2 - 0   |
| Beogradski SK       | 4 - 2  | SK Slavia Praha | 3 - 0  | 1 - 2   |
| AS Ambrosiana Inter | 3 - 4  | Újpesti FC      | 2 - 1  | 1 - 3   |

| Arbitro: | Giuseppe Scarpi |

|                       |           |                               |
| Lázár 25’ Kiszely 29’ | Marcatori | 42’ Ludl 57’ Riha 64’ Nejedly |

| Arbitro: | Frederick Worth |

|                           |           |            |
| Guarnieri 17’ Demaría 24’ | Marcatori | 31’ Vincze |

| Arbitro: | Ferenc Majorszky |

|        |           |  |
| Ene 9’ | Marcatori |  |

| Arbitro: | Raffaele Scorzoni |

|                                          |           |  |
| Bozovic 29’ Vujadinović 71’ Glišović 75’ | Marcatori |  |

#### Ritorno
| Arbitro: | Augustin Krist |

|                                               |           |  |
| Sansone 20’ Maini 46’, 68’ Reguzzoni 75’, 88’ | Marcatori |  |

| Arbitro: | Leslie Dale |

|                                     |           |              |
| Kállai 5’ Zsengellér 85’ Kocsis 88’ | Marcatori | 80’ Ferraris |

| Arbitro: | Generoso Dattilo |

|  |           |                        |
|  | Marcatori | 60’ Sárosi 64’ Kiszely |

| Arbitro: | Denis Xifandu |

|               |           |                |
| Bican 5’, 45’ | Marcatori | 15’ Podhradský |

### Semifinali
| Squadra 1     | Totale | Squadra 2       | Andata | Ritorno |
| ------------- | ------ | --------------- | ------ | ------- |
| AGC Bologna   | 4 - 5  | Ferencvárosi FC | 3 - 1  | 1 - 4   |
| Beogradski SK | 5 - 9  | Újpesti FC      | 4 - 2  | 1 - 7   |

#### Andata
| Arbitro: | Robert Greenwood |

|                         |           |             |
| Puricelli 65’, 71’, 72’ | Marcatori | 28’ Kiszely |

| Arbitro: | Albert Edward Eiba |

|                                         |           |                           |
| Bozović 18’, 22’, 48’ Szalay 81’ (aut.) | Marcatori | 41’ Kocsis 53’ Zsengellér |

#### Ritorno
| Arbitro: | Rinaldo Barlassina |

|                                                    |           |             |
| Vincze 44’, 80’ Zsengellér 50’, 61’, 72’, 83’, 88’ | Marcatori | 31’ Matosic |

| Arbitro: | John Wiltshire |

|                         |           |               |
| Toldi 2’, 64’, 84’, 85’ | Marcatori | 42’ Puricelli |

### Finale
| Squadra 1  | Totale | Squadra 2       | Andata | Ritorno |
| ---------- | ------ | --------------- | ------ | ------- |
| Újpesti FC | 6 - 3  | Ferencvárosi FC | 4 - 1  | 2 - 2   |

#### Andata
| Arbitro: | Krist |

|            |           |                                  |
| Sárosi 73’ | Marcatori | 9’ 74’ Zsengellér 10’ 53’ Kocsis |

| FERENCVÁROSI FC: |  |                   |
|                  |  |                   |
| P                |  | József Háda       |
| D                |  | Sándor Tátrai     |
| D                |  | Kornél Szoyka     |
| C                |  | Béla Magda        |
| C                |  | Béla Sárosi       |
| C                |  | Gyula Lázár       |
| A                |  | Mihai Tänzer      |
| A                |  | Gyula Kiss        |
| A                |  | György Sárosi (c) |
| A                |  | Géza Toldi        |
| A                |  | László Gyetvai    |
| Allenatore:      |  |                   |
| György Hlavay    |  |                   |

| ÚJPESTI FC:   |  |                  |
|               |  |                  |
| P             |  | Ferenc Sziklai   |
| D             |  | Gyula Futó (c)   |
| D             |  | Jenő Fekete      |
| C             |  | Antal Szalay     |
| C             |  | György Szűcs     |
| C             |  | István Balogh    |
| A             |  | Sándor Ádám      |
| A             |  | Jenő Vincze      |
| A             |  | Gyula Zsengellér |
| A             |  | Lipót Kállai     |
| A             |  | Géza Kocsis      |
| Allenatore:   |  |                  |
| Béla Guttmann |  |                  |

#### Ritorno
| Arbitro: | Dattilo |

|                     |           |                        |
| Ádám 54’ Balogh 82’ | Marcatori | 15’ (rig.) 29’ Kiszely |

| ÚJPESTI FC:   |  |                  |
|               |  |                  |
| P             |  | Ferenc Sziklai   |
| D             |  | Gyula Futó (c)   |
| D             |  | Jenő Fekete      |
| C             |  | Antal Szalay     |
| C             |  | György Szűcs     |
| C             |  | István Balogh    |
| A             |  | Sándor Ádám      |
| A             |  | Jenő Vincze      |
| A             |  | Gyula Zsengellér |
| A             |  | Lipót Kállai     |
| A             |  | Géza Kocsis      |
| Allenatore:   |  |                  |
| Béla Guttmann |  |                  |

| FERENCVÁROSI FC: |  |                   |
|                  |  |                   |
| P                |  | József Pálinkás   |
| D                |  | Sándor Tátrai     |
| D                |  | Kornél Szoyka     |
| C                |  | Gyula Polgár      |
| C                |  | Béla Sárosi       |
| C                |  | Gyula Lázár       |
| A                |  | Mihály Bíró       |
| A                |  | György Sárosi (c) |
| A                |  | Géza Toldi        |
| A                |  | István Kiszely    |
| A                |  | László Gyetvai    |
| Allenatore:      |  |                   |
| György Hlavay    |  |                   |

## Classifica marcatori
|  | Gol | Marcatore        | Squadra         |
|  | --- | ---------------- | --------------- |
|  | 9   | Gyula Zsengellér | Újpesti FC      |
|  | 5   | István Kiszely   | Ferencvárosi FC |
|  | 4   | Ettore Puricelli | AGC Bologna     |
|  | 4   | Géza Toldi       | Ferencvárosi FC |
|  | 4   | Géza Kocsis      | Újpesti FC      |
|  | 3   | Vojin Božević    | Beogradski SK   |
|  | 3   | Jenő Vincze      | Újpesti FC      |